# 瓦特亞科查山
10°40′39″S 77°02′27″W / 10.67750°S 77.04083°W
瓦特亞科查山（Wathiyaqucha），是秘魯的山峰，位於該國中南部利馬大區，由戈爾戈爾區和安巴爾區負責管轄，屬於安地斯山脈的一部分，海拔高度4,965米。